# 2010-ті у кіно

## Фільми

### 2011
Детальну інформацію про фільми, що виходять цього року в кіно дивіться у основній статті.

### 2012
Детальну інформацію про фільми, що виходять цього року в кіно дивіться у основній статті.

### 2013

#### Січень - Березень
| Прем’єра        | Прем’єра | Назва             | Виробництво          | Актори й Творці |
| --------------- | -------- | ----------------- | -------------------- | --------------- |
| Б Е Р Е З Е Н Ь | 22       | Перезапуск Ральфа | Walt Disney Pictures |                 |

#### Квітень – Червень
| Прем’єра      | Прем’єра | Назва                         | Виробництво                           | Актори й Творці                                |
| ------------- | -------- | ----------------------------- | ------------------------------------- | ---------------------------------------------- |
| Т Р А В Е Н Ь | 3        | Залізна людина 3              | Walt Disney Pictures / Marvel Studios | Роберт Дауні (молодший), Дон Чідл              |
| Т Р А В Е Н Ь | 17       | Темна вежа (стаття про книги) | Universal Pictures                    | Рон Говард (режисер); Аківа Ґолдсмен (сценарій |

### 2014

#### Жовтень Грудень
| Прем’єра      | Прем’єра | Назва    | Виробництво      | Актори й Творці                                                  |
| ------------- | -------- | -------- | ---------------- | ---------------------------------------------------------------- |
| Г Р У Д Е Н Ь | 25       | Аватар 2 | 20th Century Fox | Джеймс Камерон (режисер, сценарист); Сем Вортінґтон, Зої Салдана |

### 2015

#### Жовтень Грудень
| Прем’єра      | Прем’єра | Назва    | Виробництво      | Актори й Творці                                                  |
| ------------- | -------- | -------- | ---------------- | ---------------------------------------------------------------- |
| Г Р У Д Е Н Ь | 25       | Аватар 3 | 20th Century Fox | Джеймс Камерон (режисер, сценарист); Сем Вортінґтон, Зої Салдана |

### Заявлені проекти
Проекти на стадії створення чи готові, що не мають конкретної запланованої дати релізу у 2010 і/або звиш.
| Назва                                              | Студія/Дистриб'ютор                 | Актори й Творці |        |
| -------------------------------------------------- | ----------------------------------- | --- | ------ |
| Той, що пройшов крізь вогонь                       | Український фільм Михайла Іллєнка   | Михайло Іллєнко (режисер, сценарист); Дмитро Лінартович, Іванна Іллєнко, Оля Гришина, Віталій Лінецький |        |
| Against the Current                                | IFC Films                           | Dir.: Peter Callahan; Cast: Joseph Fiennes, Justin Kirk, Mary Tyler Moore, Michelle Trachtenberg | [ 1 ]  |
| Всі добрі речі                                     | The Weinstein Company               | Dir.: Andrew Jarecki; Cast: Ryan Gosling, Kirsten Dunst | [ 2 ]  |
| The Beaver                                         | Summit Entertainment                | Dir., Джоді Фостер; Cast, Mel Gibson, Джоді Фостер, Anton Yelchin, Jennifer Lawrence | [ 3 ]  |
| Містечко Буґґі                                     | Vivendi Entertainment               | Dir.: Chris Stokes; Cast: Marques Houston, Brenda Song | [ 4 ]  |
| Годинникова вежа                                   | The Weinstein Company               | Dir.: Martin Weisz; Cast: Brittany Snow, Alyssa Jayne Hale | [ 5 ]  |
| Конан                                              | Lionsgate                           | Jason Momoa, Leo Howard, Ron Perlman, Stephen Lang | [ 6 ]  |
| Detective Dee and the Mystery of the Phantom Flame | Huayi Brothers                      | | [ 7 ]  |
| Суха земля                                         | Maya Entertainment                  | Dir.: Ryan Piers Williams; Cast: America Ferrera, Melissa Leo, Ryan O'Nan, Wilmer Valderrama, Jason Ritter | [ 8 ]  |
| Earthbound                                         | The Film Department                 | Dir.: Nicole Kassell; Cast: Kate Hudson, Gael Garcia Bernal, Кеті Бейтс, Whoopi Goldberg, Rosemarie DeWitt, Lucy Punch, Romany Malco, Steven Weber, Treat Williams                                                 | [ 9 ]  |
| Ейхман                                             | Regent Releasing, here! Films       | Dir.: Robert Young; Cast: Thomas Kretchmann, Troy Garity, Franka Potente, Stephen Fry, Béla Fesztbaum, Péter Laczó                                                                                                 | [ 10 ] |
| Сльзи щастя                                        | Roadside Attractions                | | [ 11 ] |
| Герой Кольорового Міста                            | Magnolia Pictures/Exodus Film Group | | [ 12 ] |
| Husk                                               | Lionsgate                           | Dir.: Brett Simmons; Cast: Devon Graye, CJ Thomason, Wes Chatham, Tammin Sursok | [ 13 ] |
| Остання Ніч                                        | Miramax Films                       | Dir. & Scr., Massy Tadjedin Cast Keira Knightley, Sam Worthington, Eva Mendes, Guillaume Canet, Griffin Dunne, Scott Adsit, Daniel Eric Gold                                                                       | [ 14 ] |
| Життя Лимону                                       | Tigerstorm                          | Dir.: Randy Kent; Cast: Beth Grant, Dan Lauria, Barry Kneller, Rachel Miner, Willie C. Carpenter, Steve Tom, Mimi Kennedy, John Farley, Sara Van Horn, Todd Sherry, Vernee Watson, Albert M. Chan                  | [ 15 ] |
| The Lost Patrol                                    | Legendary Pictures                  | Dir.:Stephen Norrington | [ 16 ] |
| Марді Ґра)                                         | Screen Gems                         | | [ 17 ] |
| Моя пісня кохання                                  | 20th Century Fox                    | Dir./Scr.: Olivier Dahan; Cast: Madeline Zima, Renée Zellweger, Forest Whitaker | [ 18 ] |
| Кроляча нора                                       | Fox Searchlight                     | Dir.: John Cameron Mitchell; Scr.: David Lindsay-Abaire; Cast: Nicole Kidman, Aaron Eckhart, Tammy Blanchard, Dianne Wiest, Майлз Теллер, Sandra Oh, Patricia Kalember, Mike Doyle, Jon Tenney, Giancarlo Esposito | [ 19 ] |
| Бунт                                               | Nu Image                            | Dir.: John Carpenter; Cast: Ніколас Кейдж | [ 20 ] |
| Ромовий щоденник                                   | GK Films                            | Dir./Scr.: Bruce Robinson; Cast: Johnny Depp, Amber Heard, Aaron Eckhart, Giovanni Ribisi, Richard Jenkins, Bill Smitrovich, Michael Rispoli, Julian Holloway, Amaury Nolasco, Marshall Bell                       | [ 21 ] |
| Сезон чаклунства                                   | Lionsgate                           | | [ 22 ] |
| Шанхай                                             | The Weinstein Company               | | [ 23 ] |
| Бурк і Гейр                                        | Warner Bros.                        | Simon Pegg, Andy Serkis, Isla Fisher, Tom Wilkinson, Bill Bailey, Ronnie Corbett, Tim Curry, Christopher Lee |        |
| Сніговик                                           | Mpower Pictures                     | Dir./Scr.: Robert Kirbyson; Cast: Bobby Coleman, Bobb'e J. Thompson, Christian Martyn, Ray Liotta, Josh Flitter, Demi Peterson, Doug E. Doug, Carolina Andrus, Beverley Mitchell, Christopher Lloyd                | [ 24 ] |
| Дика мета                                          | Slingshot Productions               | Bill Nighy, Emily Blunt, Martin Freeman, Rupert Grint, Rupert Everett, Eileen Atkins |        |
| Незнайомці 2                                       | Rogue Pictures                      | | [ 25 ] |
| Stake Land                                         | Dark Sky Films                      | Dir.: Jim Mickle; Cast: Kelly McGillis, Nick Damici, Danielle Harris, Conor Paolo | [ 26 ] |
| Теккен                                             | Weinstein Company                   | Dir.: Dwight H. Little; Cast: John Foo, Lateef Crowder, Ian Anthony Dale | [ 27 ] |
| Три Дурні                                          | MGM                                 | | [ 28 ] |
| Загадкові казки                                    | Davis Entertainment                 | Eminem, Bobb'e J. Thompson |        |
| Дерево Життя                                       | Apparition                          | Dir. & Scr.: Terrence Malick; Cast: Sean Penn, Brad Pitt, Jessica Chastain, Fiona Shaw | [ 29 ] |
| Індичка у соломі                                   | Plum Pictures                       | Dir.: Craig Zobel; Cast: Paul Rudd, John Goodman, Justin Theroux, Amy Sedaris | [ 30 ] |
| Cemetery Junction                                  | Warner Bros.                        | Ricky Gervais, Stephen Merchant |        |
| A Very Harold & Kumar Christmas                    | Warner Bros.                        | Kal Penn, John Cho, Neil Patrick Harris | [ 31 ] |
| Волтер Везучий пес                                 | 20th Century Fox                    | Cast: Kevin Jonas, Joe Jonas, Nick Jonas, Frankie Jonas | [ 32 ] |
| 4.3.2.1                                            | Lionsgate                           | Noel Clarke, Ben Drew, Emma Roberts, Tamsin Egerton |        |
| Шлях назад                                         | National Geographic Films           | Dir./Scr.: Peter Weir; Cast: Колін Фаррелл, Jim Sturgess, Saoirse Ronan, Ed Harris, Mark Strong | [ 33 ] |
| Чотири леви                                        | Optimum Releasing                   | Різ Ахмед, Кайван Новак, Найджел Ліндсей |        |

## Виноски
1. ↑  Against the Current. ComingSoon.net. Архів оригіналу за 8 липня 2013. Процитовано 5 травня 2010. [Архівовано 2010-06-30 у Wayback Machine.]
2. ↑  Finke, Nikki. Weinstein Company's Film Slate So Far. Deadline Hollywood. Архів оригіналу за 8 липня 2013. Процитовано 23 листопада 2009.
3. ↑  The Beaver. ComingSoon.net. Архів оригіналу за 8 липня 2013. Процитовано 5 травня 2010. [Архівовано 2013-03-25 у Wayback Machine.]
4. ↑  Jonas, Michael. Vivendi set to 'Boogie' with Stokes. Variety. Архів оригіналу за 8 липня 2013. Процитовано 17 червня 2009.
5. ↑  Clock Tower. ComingSoon.net. Архів оригіналу за 8 липня 2013. Процитовано 5 травня 2010. [Архівовано 2014-01-22 у Wayback Machine.]
6. ↑  Conan. Архів оригіналу за 28 лютого 2010. Процитовано 2 вересня 2010. [Архівовано 2010-02-28 у Wayback Machine.]
7. ↑  Detective Dee and the Mystery of the Phantom Flame. comingsoon.net. Архів оригіналу за 8 липня 2013. Процитовано 4 липня 2009. [Архівовано 2010-07-07 у Wayback Machine.]
8. ↑  The Dry Land. ComingSoon.net. Архів оригіналу за 8 липня 2013. Процитовано 5 травня 2010. [Архівовано 2010-07-04 у Wayback Machine.]
9. ↑  Earthbound. ComingSoon.net. Архів оригіналу за 8 липня 2013. Процитовано 5 травня 2010. [Архівовано 2014-01-22 у Wayback Machine.]
10. ↑  Eichmann. ComingSoon.net. Архів оригіналу за 8 липня 2013. Процитовано 5 травня 2010. [Архівовано 2014-01-22 у Wayback Machine.]
11. ↑  Happy Tears. comingsoon.net. Архів оригіналу за 8 липня 2013. Процитовано 2 вересня 2010. [Архівовано 2014-01-22 у Wayback Machine.]
12. ↑  The Hero of Color City. Архів оригіналу за 30 червня 2010. Процитовано 2 вересня 2010. [Архівовано 2010-06-30 у Wayback Machine.]
13. ↑  Husk. ComingSoon.net. Архів оригіналу за 8 липня 2013. Процитовано 5 травня 2010. [Архівовано 2010-07-02 у Wayback Machine.]
14. ↑  Last Night. ComingSoon.net. Архів оригіналу за 8 липня 2013. Процитовано 7 серпня 2009. [Архівовано 2014-01-22 у Wayback Machine.]
15. ↑  Life of Lemon. ComingSoon.net. Архів оригіналу за 8 липня 2013. Процитовано 5 травня 2010. [Архівовано 2014-01-22 у Wayback Machine.]
16. ↑  The Lost Patrol. ComingSoon.net. Архів оригіналу за 8 липня 2013. Процитовано 5 травня 2010. [Архівовано 2014-01-22 у Wayback Machine.]
17. ↑  Mardi Gras. ComingSoon.net. Архів оригіналу за 8 липня 2013. Процитовано 28 травня 2009. [Архівовано 2014-01-22 у Wayback Machine.]
18. ↑  My Own Love Song. ComingSoon.net. Архів оригіналу за 8 липня 2013. Процитовано 21 липня 2009. [Архівовано 2012-03-29 у Wayback Machine.]
19. ↑  Rabbit Hole. ComingSoon.net. Архів оригіналу за 8 липня 2013. Процитовано 7 серпня 2009. [Архівовано 2013-04-12 у Wayback Machine.]
20. ↑  John Carpenter's Riot. ComingSoon.net. Архів оригіналу за 8 липня 2013. Процитовано 5 травня 2010. [Архівовано 2010-06-30 у Wayback Machine.]
21. ↑  The Rum Diary. ComingSoon.net. Архів оригіналу за 8 липня 2013. Процитовано 7 серпня 2009. [Архівовано 2014-08-22 у Wayback Machine.]
22. ↑  Season of the Witch. ComingSoon.net. Архів оригіналу за 8 липня 2013. Процитовано 1 вересня 2010.
23. ↑  Shanghai. ComingSoon.net. Архів оригіналу за 8 липня 2013. Процитовано 7 серпня 2009. [Архівовано 2012-03-29 у Wayback Machine.]
24. ↑  Snowmen. JoshFlitter.com. Архів оригіналу за 13 липня 2011. Процитовано Unknown.
25. ↑  Rogue Pictures confirms 'Strangers 2'. DigitalSpy.co.uk. Архів оригіналу за 8 липня 2013. Процитовано 200–01–27.
26. ↑  Stake Land. ComingSoon.net. Архів оригіналу за 8 липня 2013. Процитовано 5 травня 2010. [Архівовано 2012-10-25 у Wayback Machine.]
27. ↑  Tekken. warnerbros.com. Архів оригіналу за 8 липня 2013.
28. ↑  Giamatti, Carrey, Del Toro are The Three Stooges. Архів оригіналу за 6 серпня 2009. Процитовано 7 серпня 2009.
29. ↑  "The Tree of Life" Will Not Open In 2009". indiewire.com. Архів оригіналу за 8 липня 2013. Процитовано 15 жовтня 2009.
30. ↑  Turkey in the Straw. ComingSoon.net. Архів оригіналу за 8 липня 2013. Процитовано 5 травня 2010. [Архівовано 2012-03-27 у Wayback Machine.]
31. ↑  A Very Harold & Kumar Christmas. ComingSoon.net. Архів оригіналу за 8 липня 2013. Процитовано 6 квітня 2009. [Архівовано 2012-10-22 у Wayback Machine.]
32. ↑  LA Times:. Архів оригіналу за 20 лютого 2009. Процитовано 2 вересня 2010. {{cite web}}: Текст «What's that smell? The Jonas Brothers in 'Walter the Farting Dog' Elizabeth Snead» проігноровано (довідка)
33. ↑  The Way Back. ComingSoon.net. Архів оригіналу за 8 липня 2013. Процитовано 7 серпня 2009. [Архівовано 2012-10-08 у Wayback Machine.]